# Ренчиний Чойном
Ренчиний Чойном (монг. Ренчиний Чойном; 10 февраля 1936—1978) — монгольский поэт, посмертный лауреат госпремии Монголии.

## Биография
Родился в 1936 году в сомоне Дархан Хэнтэйского аймака. Родители, Ренчин и Рэгзэн, изначально дали ему имя Чойномсурья, однако начав в 1951 году подписываться под стихами укороченным именем Чойном, стал известен под этим именем. Закончив 4-й класс школы с выдающимися результатами, был сразу переведён в 6-й, однако в дальнейшем из-за болезни был вынужден оставить школу и заниматься самостоятельно. Изучил русский и казахский языки. Писал стихи на монгольском и казахском, а также рисовал, занимался резьбой, сочинял музыку.
Стихотворения Чойнома приобрели широкую популярность у населения, часть любовной лирики стала народными песнями, однако официального признания он при жизни не получил из-за аполитичности своих стихов; по той же причине однажды был арестован. Скончался в 1978 году. В 1991 году был посмертно удостоен государственной премии Монголии.

## Некоторые сочинения
- «Час огненного коня» (монг. Гал морин цаг)
- «Молодость» (монг. Залуу нас)
- «Степь» (монг. Тал)
- «Красная тетрадь» (монг. Улаан дэвтэр)
- «Человек» (монг. Хүн)
- «Монголка» (монг. Монгол бүсгүй)
- «Письмо дочери» (монг. Охиндоо бичсэн захидал)